# Tuonela

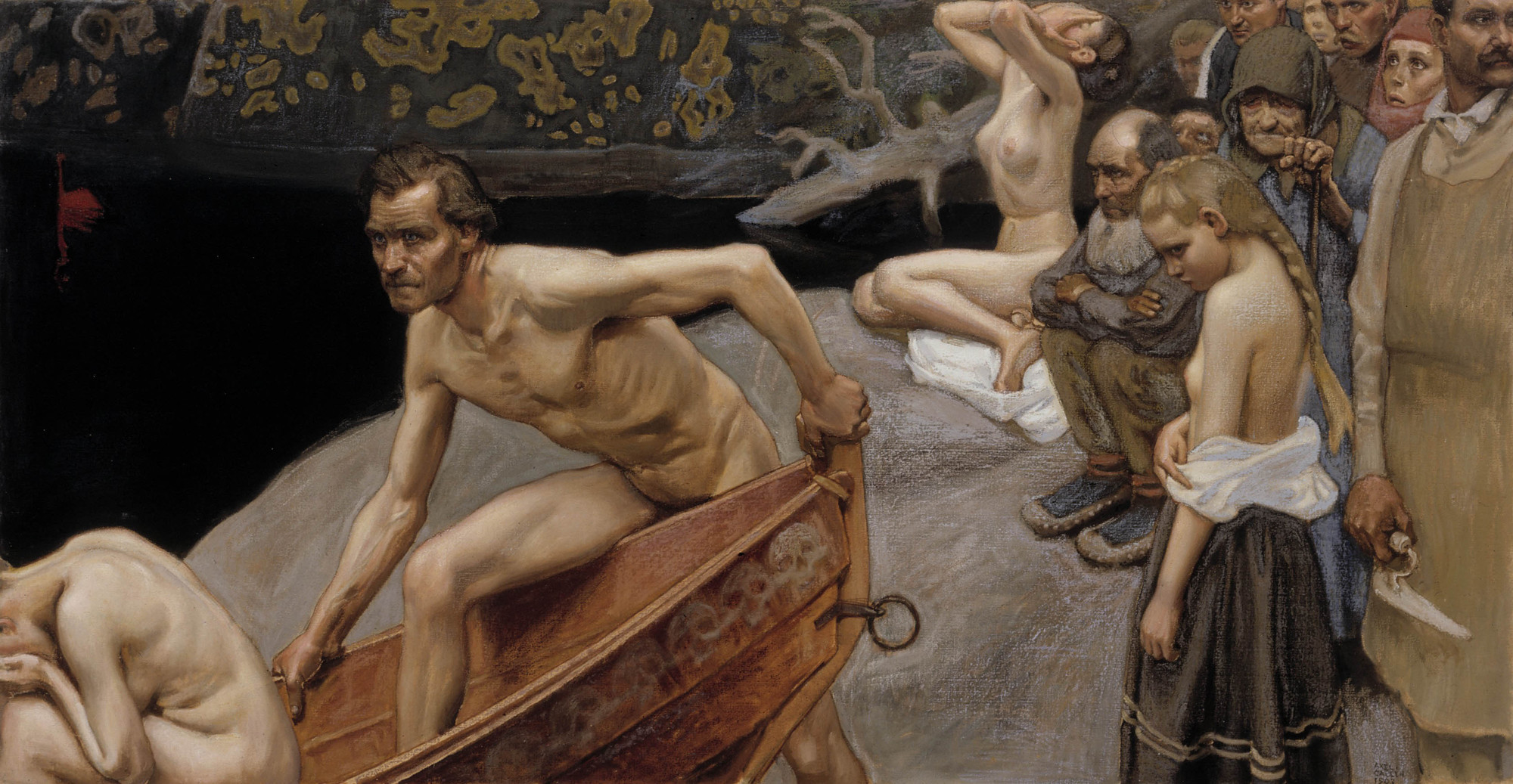
Al riu de Tuonela (Tuonelan joella) d'Akseli Gallen-Kallela, 1903

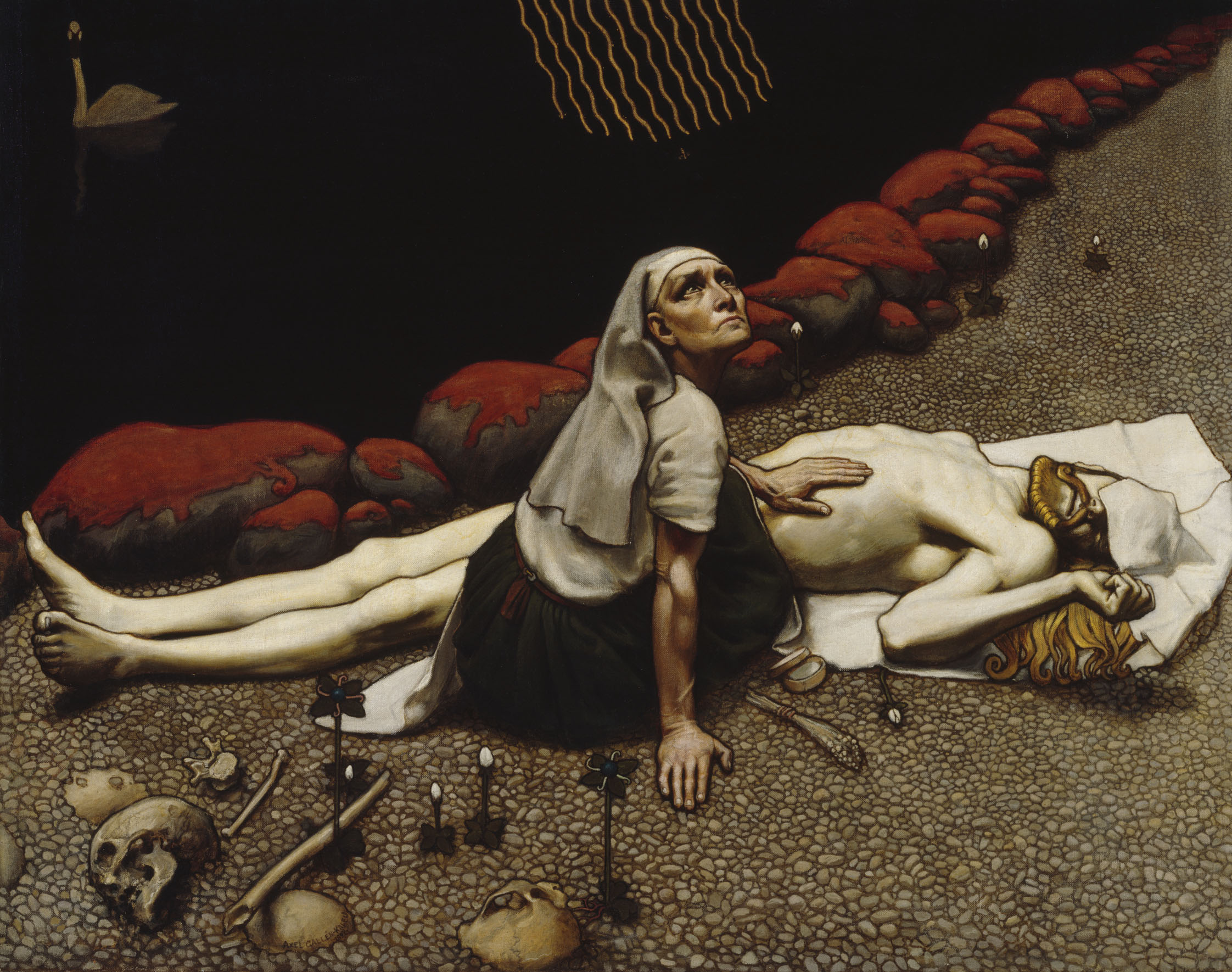
Lemminkäisen äiti d'Akseli Gallen-Kallela. La mare del jove Lemminkäinen ha anat al riu de Tuoni per trobar el cadàver del seu fill mort. Un dels mites explicats a Kalevala.

Tuonela (finès: [ˈtuo̯nelɑ] ; ' La residència de Tuoni ') és el regne dels morts o l'Inframón en la mitologia finesa. Tuonela, Tuoni (pronounciat [ˈtuo̯ni]), Manala (pronounciat [ˈmɑnɑlɑ], 'Inframón') i Mana (pronounciat [ˈmɑnɑ]) s'utilitzen com a sinònims. Regnes similars apareixen a la majoria de les tradicions culturals fineses, incloses les creences de Carèlia, Íngria i Estònia. En la mitologia estònia, el regne s'anomena Toonela o Manala. Tuonela també pot referir-se a una tomba o un cementiri.

## Descripció
Segons la religió tradicional finlandesa, el destí de les persones bones i dolentes és el mateix i els morts deambulen pel més enllà com fantasmes semblants a les ombres. Tuoni, déu dels morts, i la seva dona Tuonetar són els governants de Tuonela. Tot i que les descripcions físiques de Tuonela varien entre les diferents versions del mite, de la majoria n'emergeix una descripció general.
Segons els estudiosos Felix Oinas i Juha Pentikäinen, Tuonela es descriu com a la part més al nord del món, però està seccionada a part del món dels vius per una gran divisió. En la divisòria discorre el fosc riu de Tuonela. El riu és salvatge, i es pot veure els morts intentant travessar-lo nedant. Els morts han de travessar el riu, ja sigui per un pont de fil, nedant o agafant un vaixell pilotat per la filla de Tuoni. El riu està custodiat per un cigne negre que canta encanteris de mort. De vegades la gent viva visitava Tuonela per recollir informació i encanteris. El viatge va requerir una ruta per matolls d'espines i boscos perillosos, i la derrota del monstre Surma, un monstre esquinçador de carns que treballa per a la deessa de la decadència, Kalma. Un cop a Tuonela, els vius no podien marxar. Serien benvinguts per Tuonetar, que els oferiria una cervesa per esborrar la memòria de les seves vides anteriors. Els xamans podien visitar Tuonela caient en tràngol i enganyant els guàrdies.

## Mites associats

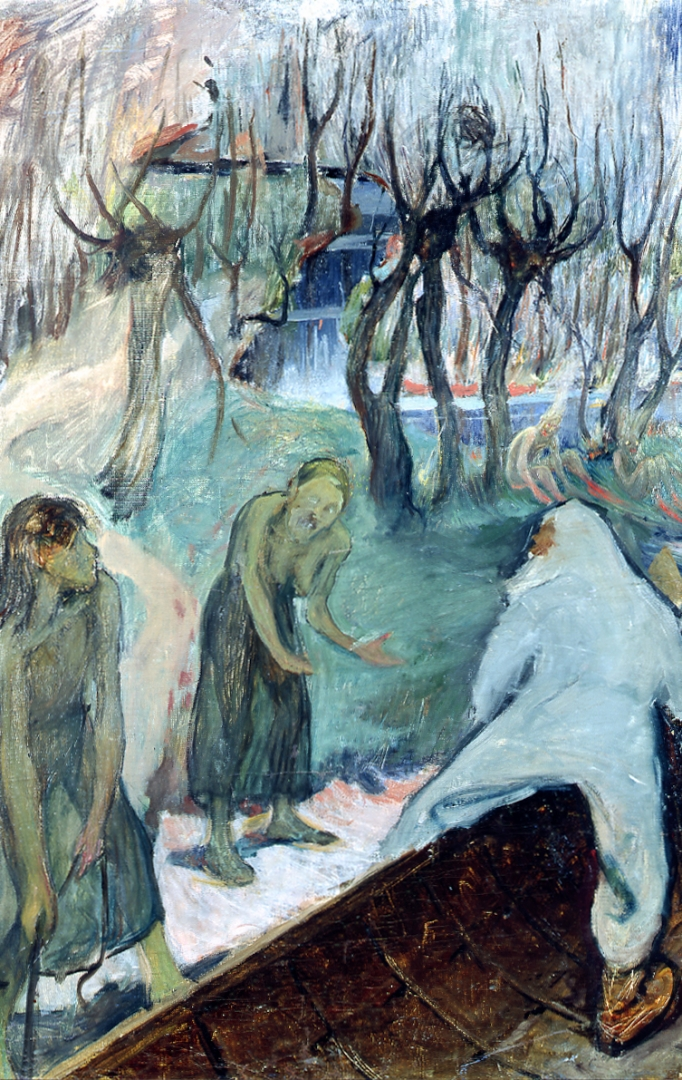
Väinämöinen a Tuonela (1890) de Pekka Halonen

Tuonela és més coneguda per la seva aparició a l'èpica nacional finlandesa Kalevala.
A la 19a cançó del Kalevala, Väinämöinen, un heroi xamànic, viatja a Tuonela per buscar el coneixement dels morts. Durant el viatge, coneix el barquer, una dona, Tuonen tytti / Tuonen tyttö (la noia de Tuoni), o Tuonen piika (la donzella de Tuoni), que el porta sobre el riu de Tuoni. A l'illa de Tuoni, però, no li donen els encanteris que buscava i amb prou feines aconsegueix escapar-se del lloc convertint-se en una serp. Després del seu retorn, maleeix qualsevol que intenti entrar viu al lloc.
També al Kalevala, l'aventurer-xaman Lemminkäinen va a Pohjola per cortejar la filla de Louhi, una poderosa vella bruixa. Louhi li dona a Lemminkäinen tres tasques que ha de completar per atraure la seva filla. Mentre intenta completar la tercera tasca, matar el cigne de Tuonela, Lemminkäinen és tallat a trossos per una serp d'aigua i llançat a un remolí del riu de Tuonela. La mare de Lemminkäinen és alertada de la seva mort per un encant màgic. Va al riu i treu els trossos del cos del seu fill. Amb l'ajuda d'una abella, la mare de Lemminkäinen li recompon el cos i el torna a la vida.
Tuonela s'utilitza com a traducció de la paraula grega ᾍδης (Hades) a les traduccions finlandeses de la Bíblia. En el cristianisme finlandès s'interpreta sovint com el lloc dels morts abans del Judici Final.